# Geelkruinkanarie
De geelkruinkanarie (Serinus flavivertex) is een zangvogel uit de familie van vinkachtigen (Fringillidae).

## Verspreiding en leefgebied
Deze soort komt voor in noordoostelijk en oostelijk Afrika en centraalAngola en telt 3 ondersoorten:
- Serinus flavivertex flavivertex: van Eritrea en Ethiopië tot noordelijk Tanzania
- Serinus flavivertex sassii: oostelijk Congo-Kinshasa en zuidwestelijk Oeganda tot noordoostelijk Zambia en noordelijk Malawi.
- Serinus flavivertex huillensis: centraal Angola.